# عبد الله بن خباب بن الأرت
عَبْدُ اللّهِ بنُ خَبَابِ بنِ الأَرَتّ من أول المواليد في الإسلام.أَبوه خَبَّابُ بن الأرَتّ. واختُلف في نسبه، فقيل: خزاعي، وقيل: تميمي، وهو الأكثر، وهو خباب بن الأرت بن جَنْدلة بن سعد بن خزيمة بن كعب بن سعد بن زيد مناة بن تميم بن مر. رَوَى ابْنُ عُقْدَةَ، مِنْ طريق جعفر بن عبد الله بن عمرو بن عبد الله بن محمد بن عبد الله بن خَبّاب عن آبائه إلى عبد الله بن خباب أنَّ النبيَّ صَلَّى الله عليه وسلم سماه عبد الله؛ وقال لخباب: «أَنْتَ أَبُو عَبْدِ الله». فكناه أبوه أبا عبد الله.

## سيرته
رَوَى ابْنُ مَنْدَه مِنْ طريق خالد بن يزيد، عن زكريّا بن العلاء، قال: أول مولود وُلد في الإسلام عبد الله بن الزبير، وعبد الله بن خبّاب.
أصاب خبّابًا سِباء في الجاهليّة فصار إلى أمّ أنْمار بنت سِباع الخُزاعيّة حُلفَاء بني زُهْرة بن كلاب فأعتقتْه.
((كان من سادات المسلمين رضي الله عنه.)) أسد الغابة. ((ذَكَرَهُ الطَّبَرَانِيّ وَغَيْرُهُ في الصَّحَابَةِ. وقال عبد الرحمن بن خراش: أدرك النبيَّ صَلَّى الله عليه وسلم.))

## مقتله
عندما قامت الفتنة بين المسلمين عقِب مقتل الخليفة الراشد الثالث عثمان بن عفان كان أكبر تداعٍ لها هو الصدام الفظيع الذي وقع بموقعة صفين سنة 37هـ بين الخليفة الرابع علي بن أبي طالب ووالي الشام معاوية بن أبي سفيان فانفضت المعركة بلا منتصر واتفق الجيشان على إرسال حكمين كلٌ منهم يمثل الطرف الآخر فكان حَكم جيش علي بن أبي طالب أبو موسى الأشعري وحكم جيش معاوية بن أبي سفيان عمرو بن العاص وكُتب بذلك كتابًا قرأ على الناس كان بمثابة الشرارة التي أوقدت نار فرقة الخوارج، عندما خرج الأشعث بن قيس بالكتاب يقرأ على الناس حتى مر على طائفة من بني تميم فيهم عروة بن أديَّة فقال للأشعث: «تُحكِّمون في أمر الله الرجال لا حكم إلا لله»، ثم شد بسيفه فضرب بها عجز دابة الأشعث فغضب الناس لذلك، ولكن سادة بني تميم اعتذروا، وانتهت المشكلة.
ولما قفل جيش علي بن أبي طالب راجعًا إلى الكوفة في الطريق قد تبلورت جماعة الخوارج وانضم إليهم من كان على رأسهم، وتضارب الناس في طريق العودة بالسياط والشتائم فلما وصلوا إلى الكوفة انحاز الخوارج إلى قرية يقال لها حروراء قريبة من الكوفة وكانوا اثني عشر ألفًا، ونصّبوا عليهم أميرًا للقتال وآخر للصلاة فأقبل عليهم علي وابن عباس وغيرهما ليقنعوهم بالعودة إلى الكوفة فأبوا في أول الأمر، ثم دخلوا جميعًا إلى الكوفة.

### خروج الخوارج من الكوفة
لما أراد علي بن أبي طالب إرسال أبي موسى الأشعري حكمًا أتاه رجلان من الخوارج هما زرعة بن البرج وحرقوص بن زهير الشهير بذي الخويصرة التميمي فقالا له:«لا حكم إلا لله»، فقال علي: «لا حكم إلا لله»، وتناظر الرجلان من الخوارج مع علي، ثم خرجا من عنده يألبان الخوارج عليه وخطب علي يومًا بالمسجد فقام عدد من الخوارج يصيحون في جنباته: «لا حكم إلا لله»، فقال علي بن أبي طالب: «الله أكبر كلمة حقٍ أريد بها باطل أما إن لكم عندنا ثلاثًا ما صحبتمونا لا نمنعكم مساجد الله أن تذكروا فيها اسمه ولا نمنعكم الفيء ما دامت أيديكم مع أيدينا ولا نقاتلكم حتى تبدأونا وإنما فيكم أمر الله».
فحينها خرجت الخوارج من المسجد واجتمعت بدار عبد الله بن وهب الراسبي واتفقوا على الخروج من الكوفة إلى بلدة يجتمعون فيها لإنفاذ حكم الله بزعمهم فأشار بعضهم بالمدائن ولكن الباقي رفض لحصانتها وقوة حمايتها وأخيرًا اتفقوا على جسر النهروان (غربي دجلة بين بغداد وحلوان) قريبًا من الكوفة وتكالب خوارج الكوفة مع خوارج البصرة على الخروج في وقت واحد إلى النهروان.
بعد انقضاء قضية الحكمين بلا نتيجة عزم علي بن أبي طالب على قتال معاوية بن أبي سفيان وأهل الشام مرة أخرى واجتمع عنده خمس وستون ألفًا من أهل العراق ثم كتب علي بن أبي طالب للخوارج بالنهروان يدعوهم للقتال فرفضوا دعوته وقالوا له: «إنك لم تغضب لربك وإنما غضبت لنفسك فإن شهدت على نفسك بالكفر واستقبلت التوبة نظرنا فيما بيننا وبينك وإلا فقد نبذناك على سواء إن الله لا يحب الخائنين».
فأراد ابن عباس أن يخرج لمعسكر الخوارج ليدعوهم للحق والعودة إلى الصواب فخشي عليه علي بن أبي طالب ولكنه طمأنه ثم دخل ابن عباس معسكرهم ودار بينهم حوار طويل ظهرت فيه مقدرة ابن عباس الإقناعية وفقهه وعلمه الجمّ حتى استطاع أن يرجع للكوفة ومعه قرابة الستة آلاف من الخوارج التائبين فسُر بهم علي بن أبي طالب ودعا لابن عباس.

### قتل عبد الله بن خباب وزوجته
ظل الأمر هكذا الخوارج ساكنين لا يظهرون قتالاً ولا عداوة حتى وصل لأسماعهم خروج علي بن أبي طالب بأهل العراق لقتال أهل الشام فبدا لهم أن يدخلوا الكوفة فتحركوا من البصرة على طريق النهروان وفي الطريق حدثت حادثة كانت السبب في قتالهم بعد ذلك وهي قيامهم بقتل عبد الله بن خباب بن الأرت وزوجته الحامل وثلاثة نساء آخريات من قبيلة طيء.
رَوَى الطَّبَرَانِيّ، مِنْ طريق الحسن البصري أنَّ الصِّرم لقي عبد الله بن خَبّاب بالدار، وهو متوجّه إلى عليّ بالكوفة، ومعه امرأته وولده، فقال: هذا رجلٌ من أصحاب محمد نسأله عن حالنا وأَمْرنا ومخرجنا؛ فانصرفوا إليه فسألوه، فقال: أمّا فيكم بأعيانكم فلا، ولَكن سمعتُ رسولَ الله صَلَّى الله عليه وسلم يقول: «يكُونُ مِنْ بَعْدِي قَوْمٌ يَقْرَؤُونَ القُرْآنَ لاَ يُجَاوِزُ تَرَاقيِهم»... الحديث.(*) وفيه أنهم قتلوه وقتلوا امرأتَه، وهي حامل مُتمّ)). ((قال: أخبرنا إسماعيل بن إبراهيم، عن أيّوب بن حُميد بن هلال، عن رجلٍ من عبد القيس كان مع الخوارج ثمّ فارقهم قال: دخلوا قرية فخرج عليهم عبد الله بن خبّاب ذَعِرًا، قالوا: لن تُرَاعَ. قال: والله لقد رُعْتموني، قالوا: لن تُرَاعَ، قال: والله لقد رعتموني، قالوا: أنت عبد الله بن خبّاب صاحب رسول الله؟ قال: نعم، قالوا: فهل سمعتَ من أبيك حديثًا يحدّثه عن رسول الله صَلَّى الله عليه وسلم، تحدّثناه؟ قال: نعم، سمعتُ أبي يحدّث عن رسول الله ذِكْرَ فِتنةٍ القاعدُ فيها خيرٌ من القائم والقائمُ فيها خيرٌ من الماشي والماشي فيها خيرٌ من الساعي. قال: فإن أدركتَ ذاك فكن عبد الله المقتولَ. قال أيّوب: ولا أعلمُه إلاّ قال: ولا تكن عبد الله القاتل. قالوا: أسمعتَ هذا من أبيك يحدّثه عن رسول الله صَلَّى الله عليه وسلم؟ قال: نعم. قال فقدّموه على ضفّة النهر فضربوا عنقه فسال دمه كأنّه شراك نعل ما امْذَقَرّ. وبقروا أمّ ولده فبهذا استحلّ عليّ قتالهم.